# Pristaulacus formosus
Pristaulacus formosus är en stekelart som först beskrevs av John Obadiah Westwood 1868.  Pristaulacus formosus ingår i släktet Pristaulacus och familjen vedlarvsteklar. Inga underarter finns listade i Catalogue of Life.